# President d'Armènia
El President d'Armènia (Հայաստանի Նախագահ, Hayastani Nakhagah) és el títol que té el cap d'estat i garant de la independència i integritat territorial d'Armènia elegit per un únic mandat de set anys per l'Assemblea Nacional Armènia. Dins del sistema parlamentari armeni, la figura del president és simplement cerimonial, amb certes tasques de representació nacional, tenint més importància efectiva al país el parlament i el Primer Ministre d'Armènia.

## Història
El càrrec de president de la república es creà el 1991 després de la independència d'Armènia de la Unió Soviètica i la fundació de l'estat modern armeni, ja que ni durant la República Democràtica d'Armènia (1918-1920) ni durant la República Socialista Soviètica d'Armènia (1920-1991) va existir aquest càrrec; al primer, la figura del Primer Ministre i del president del parlament feien les funcions de cap d'estat i cap de l'executiu, mentre que al segon les funcions de cap de l'executiu les seguia fent el Primer Ministre (alhora lider del Partit Comunista d'Armènia), però les del cap d'estat requeien en el cap d'estat de la Unió Soviètica atès a la integració d'Armènia a l'URSS el 1920/1921. Des de la creació del càrrec l'any 1991 fins al 2015, el càrrec de President era elegit per unes eleccions directes i el President de la república n'era el cap d'estat i de govern, amb un esquema d'estil presidencialista. L'any 2015 amb l'aprovació d'una nova constitució que canviava l'estructura del govern fins llavors, la figura del President va perdre poder en favor de la del Primer Ministre, ja que els successius presidents ja no tindrien el poder executiu, serien elegits només per l'Assemblea Nacional i no per eleccions directes i només podrien tindre un únic mandat de set anys mai renovable.

## Llista de Presidents
| República d'Armènia (1991-present) |                  |                              |                        |                     |             |
| 1                                  |                  | Levon Ter-Petrossian (1945-) | 11 de novembre de 1991 | 3 de febrer de 1998 | MNPA        |
| 1                                  | 6 anys, 84 dies  | Levon Ter-Petrossian (1945-) |                        |                     | MNPA        |
| 2                                  |                  | Robert Kocharian (1954-)     | 4 de febrer de 1998    | 9 d'abril de 2008   | Independent |
| 2                                  | 10 anys, 65 dies | Robert Kocharian (1954-)     |                        |                     | Independent |
| 3                                  |                  | Serj Sargsian (1954-)        | 9 d'abril de 2008      | 9 d'abril de 2018   | PRA         |
| 3                                  | 10 anys, 0 dies  | Serj Sargsian (1954-)        |                        |                     | PRA         |
| 4                                  |                  | Armèn Sarkissian (1952-)     | 9 d'abril de 2018      | 9 d'abril de 2025   | Independent |
| 4                                  | En el càrrec     | Armèn Sarkissian (1952-)     |                        |                     | Independent |